# Roberto Borge Angulo
Pour les articles homonymes, voir Angulo.
Roberto Borge Angulo, né le 29 décembre 1979 à San Miguel de Cozumel, Quintana Roo, Mexique. Il est l'actuel gouverneur de l'État mexicain du Quintana Roo depuis le 5 avril 2011,.
Accusé d'avoir illégalement vendu des biens publics afin de favoriser son enrichissement personnel, il est arrêté sur ordre d'Interpol le 5 juin 2017 au Panama et inculpé pour corruption.  